# Tosh.0
Tosh.0 is een Amerikaans televisieprogramma dat wordt gepresenteerd door stand-upcomedian Daniel Tosh. Tosh.0 ging 4 juni 2009 in de Verenigde Staten en 17 januari 2011 in Nederland in première op Comedy Central.

## Inhoud
Gastheer Daniel Tosh levert wekelijks commentaar op de populairste virale video's. Naar aanleiding van het succes (in de VS gemiddeld meer dan een miljoen kijkers per aflevering) werd het eerste seizoen uitgebreid met zes afleveringen.

## Vorm
Elke aflevering begint met een clip van een online video, vervolgens maakt Daniel Tosh een paar grappen en gaat zo een reeks video's langs. Bij een van de video's zal er een tijdbalk tevoorschijn komen en probeert Daniel zo veel mogelijk grappen te maken in 20 seconden. In het tweede seizoen wordt echter duidelijk dat het balkje pas stopt wanneer Daniel geen grappen meer heeft. De laatste video krijgt een 'Video Breakdown', dit is een segment waarin de video wordt ontleed er wordt hierbij meerdere malen gepauzeerd.
In het tweede deel van de aflevering bevindt zich meestal een segment genaamd 'Web Redemption', hierin is een filmpje te zien gevolgd door een skit/interview met de persoon in het filmpje. Het programma bevat nog meer segmenten die niet elke week te zien zijn, onder andere 'Is It Racist?', waarin Tosh aan het publiek vraagt hoe racistisch een filmpje is.